# Święta Barbara (obraz Jana van Eycka)
Święta Barbara (niderl. De Heilige Barbara van Nicomedië) – obraz Jana van Eycka. Stanowi jeden z cenniejszych zachowanych przykładów rysunku doby średniowiecza ilustrujący realistycznie budowę gotyckiej budowli sakralnej. Wykonany w 1437 r. Znajduje się w zbiorach Królewskiego Muzeum Sztuk Pięknych (Koninklijk Museum voor Schone Kunsten) w Antwerpii.

## Wygląd
Jest to obraz wykonany na desce dębowej o wymiarach 31 × 18 cm. Częściowo wykonany w technice grisaille, co widoczne jest we fragmentach tła. Niemal w całości, nienaruszony zachował się rysunek.
Obraz charakteryzuje się dwoma tematami. Ukazuje on świętą Barbara z Nikomedii – dziewicę i męczennicę z IV wieku, a ponadto epizody z budowy wieży, tworzącej dopełnienie wizerunku. Święta Barbara została przedstawiona przez artystę jako młoda niewiasta o długich włosach, delikatnych rysach twarzy, w pozie siedzącej, w momencie przeglądania grubej ilustrowanej księgi (być może Godzinki). W lewej ręce dzierży palmę – atrybut męczeństwa. Ubrana jest w bardzo długą suknię, odznaczającą się szerokimi rękawami i obszerną dolną partią w której artysta mocno wyeksponował łamane fałdy.
Na drugim planie na osi została przedstawiona budowa gotyckiej wieży, będącej atrybutem świętej. Scenę tę tworzą liczni kamieniarze ukazani w momencie swoich robót. U stóp wieży po prawej stronie widoczna jest prowizoryczna szopa, gdzie pracuje kolejna grupa budowniczych. Pośród pracujących można dostrzec delegację dworu (po lewej stronie obrazu), zdążająca na koniach w stronę placu budowy, czy też grupa niewiast w długich trenach (za plecami świętej).
W głębi widać rzekę oraz krajobraz z licznymi pagórkami i drzewami. Po lewej stronie można dostrzec obwarowane miasto.

## Analiza
Święta Barbara była kobietą o niezwykłej urodzie i inteligencji, jej ojciec Dioskurus, gorliwy poganin, zapragnął córkę chronić przed wpływami zepsutej młodzieży, chronić jej cnotę, a także ustrzec przed wpływami chrześcijaństwa. Z tego też powodu wybudował warowną wieżę z dwoma oknami, w której zamknął Barbarę. Przychodzili do niej różni nauczyciele, przekazując swoją wiedzę. Wśród nich był chrześcijanin, który zapoznał swoją uczennicę z nową religią. Barbara uwierzyła Chrystusowi, przyjęła w tajemnicy przed rodzicami z rąk swego nauczyciela chrzest. Postanowiła żyć w dozgonnej czystości dla Jezusa Chrystusa. Dla uczczenia Świętej Trójcy poleciła wybić w wieży trzecie okno.
Jan van Eyck wybrał własną wersję zilustrowania tego atrybutu, choć trzy okna wskazują na dostosowanie się do treści legendy o świętej. Twórca przekształca legendarną wieżę w gotycką świątynię w trakcie budowy, która właśnie trwa „pełną parą”. Uwagę zwraca realizm oddania postępujących prac budowlanych, szczególnie na zwieńczeniu wieży, gdzie oprócz budowniczych odkuwających maswerki balustrady widoczny jest dźwig wykonujący swoją funkcję.
Wieża na tym obrazie jest także ilustrowanym „glosariuszem”, dzięki któremu można poznać najbardziej charakterystyczne cechy architektury i budownictwa ówczesnych czasów. W jej wyglądzie w sposób bardzo wysublimowany zdefiniował i wyszczególnił najbardziej charakterystyczne elementy architektury gotyckich katedr.
Obraz ten jest świadomym szkicem artysty, kolejnym studium architektury gotyckiej, które da się zaobserwować we wcześniejszych dziełach np. Madonna w kościele znajdującej się w zbiorach berlińskich. Plamy kolorów są owocem późniejszych zamiarów pomalowania kompozycji, na szczęście dla cennego rysunku autor zaniechał pomalowania obrazu. Jan van Eyck zatem celowo wykonał rysunek i potraktował go jako dzieło skończone.